# Manuel Lobo Antunes
Pour les articles homonymes, voir Lobo et Antunes.
 (novembre 2013).
Manuel Lobo Antunes (né le 27 juin 1958 à Lisbonne) est une personnalité politique, actuel secrétaire d'État aux Affaires européennes du Portugal. Son rôle sera crucial lors de la conférence intergouvernementale qui se réunira au second semestre 2007 pour établir le texte du Traité modificatif.
Manuel Lobo Antunes a rappelé que son gouvernement était favorable à l'adhésion de la Turquie dès lors que les conditions politiques et économiques seraient remplies par ce pays, que « les engagements doivent être honorés ». Il s'est dit hostile à toute interruption de la « dynamique d'adhésion ».
Marié, cinq enfants.

## Décorations
- Grand-croix de l'ordre de l'Infant Dom Henri
- Commandeur de l'ordre du Mérite du Portugal